# Cratère de Boxhole
Le Cratère de Boxhole est un cratère d'impact situé dans le Territoire du Nord en Australie, à 180 km au nord-est d'Alice Springs.
Son diamètre est de 170 m et son âge est estimé à 5 400 ± 1 500 ans. Il a été découvert en 1937.